# Pegalajar
Pegalajar ist ein südspanischer Ort und eine Gemeinde (municipio) mit insgesamt 2.827 Einwohnern (Stand: 2024) im Süden der Provinz Jaén in der autonomen Region Andalusien. 

## Lage
Pegalajar liegt in der Sierra Mágina, einem Teilgebiet der Sierra Morena, knapp 17 km (Fahrtstrecke) ostsüdöstlich der Provinzhauptstadt Jaén in einer Höhe von ca. 800 m am Río Guadalbullón. Das Klima im Winter ist gemäßigt, im Sommer dagegen warm bis heiß; die geringen Niederschlagsmengen (ca. 610 mm/Jahr) fallen – mit Ausnahme der nahezu regenlosen Sommermonate – verteilt übers ganze Jahr.

## Bevölkerungsentwicklung
| Jahr      | 1970  | 1980  | 1990  | 2000  | 2010  | 2020  |
| Einwohner | 4.167 | 3.225 | 3.054 | 3.118 | 3.081 | 2.862 |

Die kontinuierliche Bevölkerungsrückgang in der zweiten Hälfte des 20. Jahrhunderts ist im Wesentlichen auf die Mechanisierung der Landwirtschaft und den damit einhergehenden Verlust an Arbeitsplätzen zurückzuführen.

## Sehenswürdigkeiten
- alte Burg
- mittelalterliche Türme

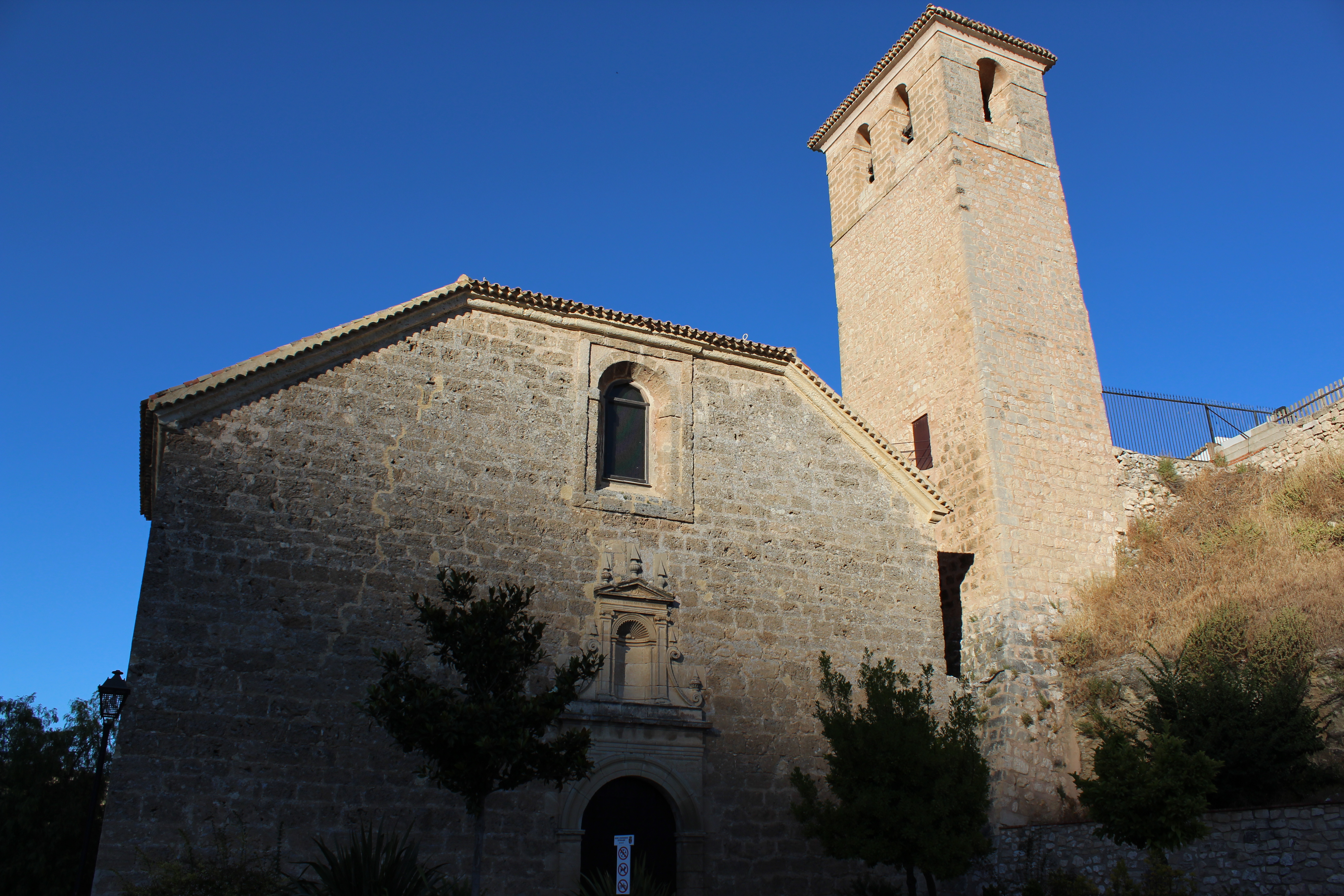
Kreuzkirche
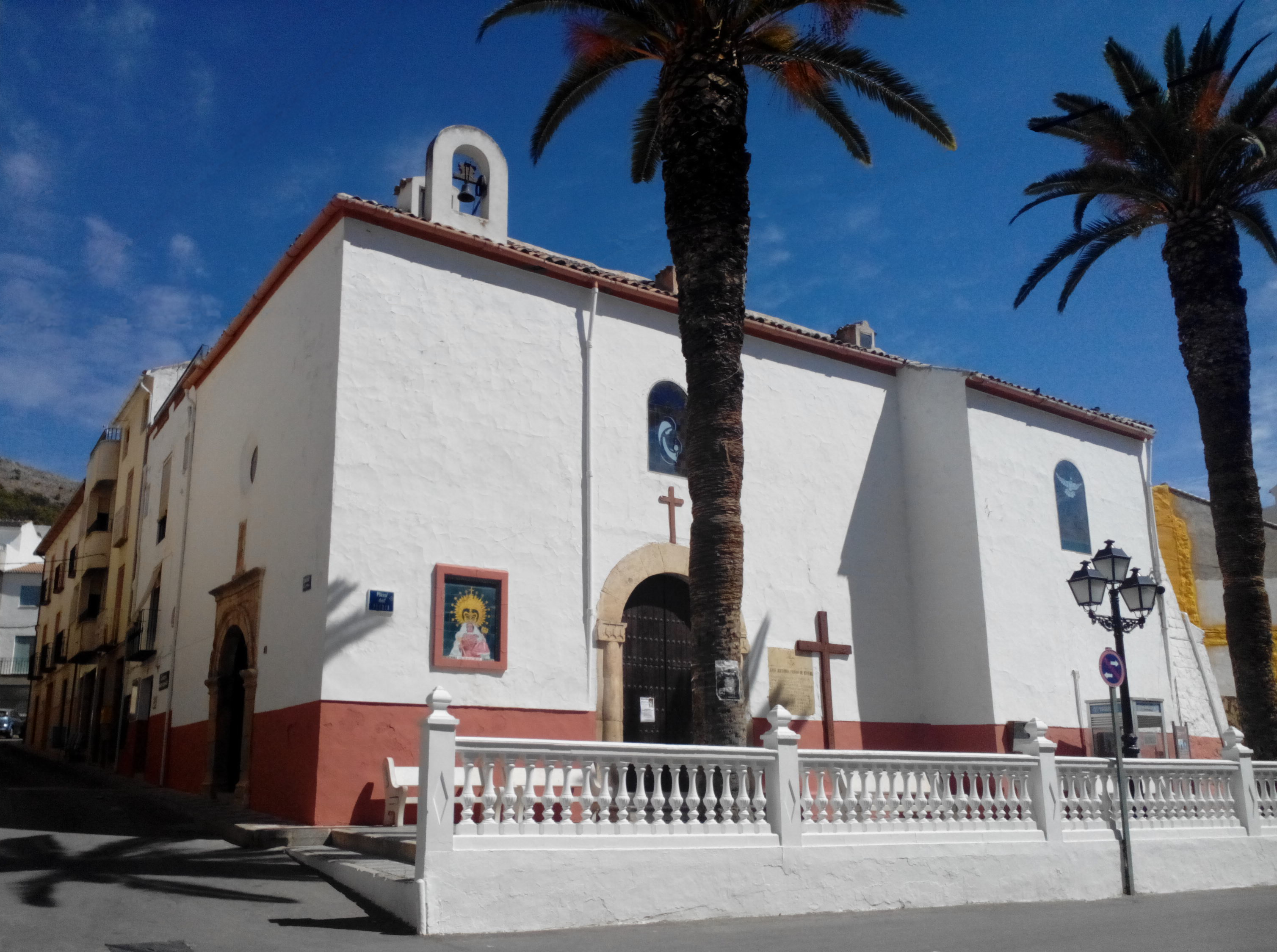
Kapelle Mariä Schnee
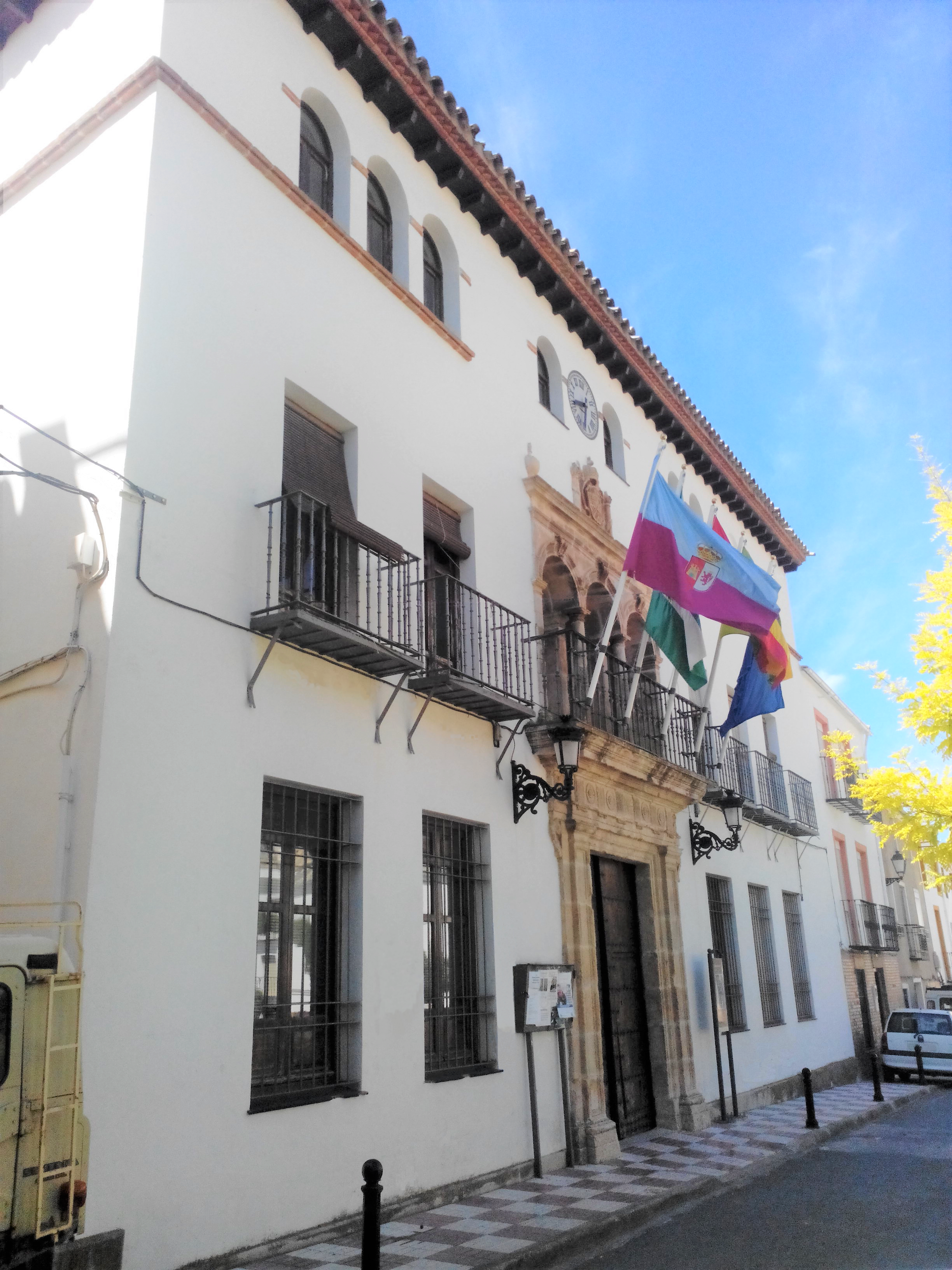
Rathaus

- Kreuzkirche
- Kapelle Mariä Schnee
- Rathaus

## Persönlichkeiten
- Francisco Almagro (1911–2007), Dichter